# Esta Rebelión Es Eterna
Esta Rebelión Es Eterna – trzeci album studyjny polskiej grupy muzycznej Stillborn. Wydawnictwo ukazało się 1 września 2008 roku nakładem wytwórni muzycznej Dissonance Records. Płyta została nagrana w Screw Factory Studio w Dębicy we współpracy z producentem muzycznym Januszem Brytem.

## Lista utworów
Opracowano na podstawie materiału źródłowego.
1. "E.R.E.E. - 01:35
2. "Abandon All Hope" - 03:30
3. "Soldiers of Hell" (cover Running Wild) - 03:59
4. "Quickly You Rot" - 02:26
5. "Sodomize the Dead" (cover Piledriver) - 02:45
6. "Into the Mouth of Madness" - 02:27
7. "The Third Of The Storms (Evoked Damnation)" (cover Hellhammer) - 02:05
8. "March Again" - 02:13
9. "Nightmare" (cover Sarcófago) - 04:38

## Twórcy
Opracowano na podstawie materiału źródłowego.
- Tomasz "Killer" Zięba - gitara rytmiczna, gitara prowadząca, śpiew
- Wojciech "Ikaroz" Janus - gitara rytmiczna, gitara prowadząca, śpiew (utwory 6, 9)
- Ataman Tolovy - okładka, oprawa graficzna, gitara basowa, śpiew (utwory 1, 2, 4, 5, 8)
- Dominik "August" Augustyn - perkusja, śpiew (utwory 1, 3)
- Konrad "Destroyer" Ramotowski - śpiew (utwory 6, 7)
- Janusz Bryt - inżynieria dźwięku, miksowanie, mastering